# Jason Dolley
Jason Scott Dolley (Los Angeles, 5 luglio 1991) è un attore e musicista statunitense.
Conosciuto principalmente per essere il coprotagonista nella serie televisiva Disney Channel “Buona fortuna Charlie”, ha avuto il primo ruolo da protagonista a undici anni in un film intitolato Chasing Daylight, dove ha interpretato un ragazzo che prova dei forti sentimenti per la sua migliore amica.
Ha lavorato con il regista Mel Gibson e con attori quali Evan Ellingson nonché Erik von Detten nella serie televisiva Selvaggi. In questa serie interpretava un ragazzo tredicenne (T. J. Savage) che era il più piccolo dei suoi cinque fratelli. Dolley è apparso anche nel film Disney per la televisione Scrittrice per caso con la parte di Conner Kennedy.
Dolley vive con i suoi genitori e con il suo fratello più grande, Jeffrey.
Ha anche impersonato Newt Livingston nella serie di Disney Channel Cory alla Casa Bianca.
Ha anche interpretato il personaggio di PJ nella serie di Disney Channel "Buona fortuna Charlie".

## Filmografia

### Cinema
- Chasing Daylight, regia di Jeff Stephenson - cortometraggio (2004)
- Shiloh e il mistero del bosco (Saving Shiloh), regia di Sandy Tung (2006)
- The Air I Breathe, regia di Jieho Lee (2007)
- Helicopter Mom, regia di Salomé Breziner (2014)
- Staged Killer, regia di Christopher Ray (2019)
- Secret Agent Dingledorf and His Trusty Dog Splat, regia di Billy Dickson (2021)

### Televisione
- VeggieTales Classics! – serie TV, 1 episodio (2001)
- Selvaggi (Complete Savages) – serie TV, 19 episodi (2004-2005)
- Scrittrice per caso (Read It and Weep), regia di Paul Hoen – film TV (2006)
- Enemies – serie TV, 1 episodio (2006)
- Gli esploratori del tempo (Minutemen), regia di Lev L. Spiro – film TV (2008)
- Cory alla Casa Bianca (Cory in the House) – serie TV, 34 episodi (2007-2008)
- Pete il galletto (Hatching Pete), regia di Stuart Gillard – film TV (2009)
- Imagination Movers – serie TV, 1 episodio (2009)
- Buona fortuna Charlie (Good Luck Charlie) – serie TV, 98 episodi (2010-2014)
- Buona fortuna Charlie - Road Trip Movie (Good Luck Charlie, It's Christmas!), regia di Arlene Sanford – film TV (2011)
- Jessie – serie TV, 1 episodio (2013)
- Major Crimes – serie TV, 1 episodio (2014)
- The Ranch – serie TV, 1 episodio (2018)
- American Housewife – serie TV, 4 episodi (2018-2019)

### Doppiatore
- The Replacements - Agenzia sostituzioni (The Replacements) – serie TV, 1 episodio (2008)
- I Giochi della Radura Incantata, regia di Bradley Raymond - cortometraggio TV (2011)

## Doppiatori italiani
Nelle versioni in italiano delle opere in cui ha recitato, Jason Dolley è stato doppiato da:
- Alessio De Filippis in Gli esploratori del tempo, Cory alla Casa Bianca, Pete il galletto, Buona fortuna Charlie, Buona fortuna Charlie - Road Trip Movie
- Manuel Meli in Selvaggi, Helicopter Mom
- Daniele Raffaeli in Scrittrice per caso, Major Crimes
- Luca Ferrante in Jessie

## Vita privata
Jason ammette che non ha mai avuto relazioni serie. Anche se sembra strano, visto che è stato fidanzato con la sua collega Bridgit Mendler per due anni.